# Cheilotrichia boliviana
Cheilotrichia boliviana är en tvåvingeart som först beskrevs av Alexander 1930.  Cheilotrichia boliviana ingår i släktet Cheilotrichia och familjen småharkrankar.
Artens utbredningsområde är Bolivia. Inga underarter finns listade i Catalogue of Life.